# Regensburgische Botanische Gesellschaft
Die Regensburgische Botanische Gesellschaft, ursprünglich als Königlich Bayerische Botanische Gesellschaft zu Regensburg gegründet, entstand Ende des 18. Jahrhunderts und ist die älteste noch bestehende botanische Vereinigung der Welt. Ziel des eingetragenen Vereins ist die Pflege und Förderung der Botanik, insbesondere die Erforschung der heimischen Pflanzenwelt. Die Gesellschaft unterstützt zudem Naturschutzbestrebungen. Bei der Gründung lag der Schwerpunkt nicht auf einer umfassenden Erforschung der Natur, sondern gezielt auf der Erkundung der Pflanzen als einem speziellen, fest umgrenzten Teilbereich der Natur. Damit war die Regensburger Botanische Gesellschaft die ersten Gesellschaft, die sich ausschließlich der Pflanzenkunde widmete.

## Geschichte

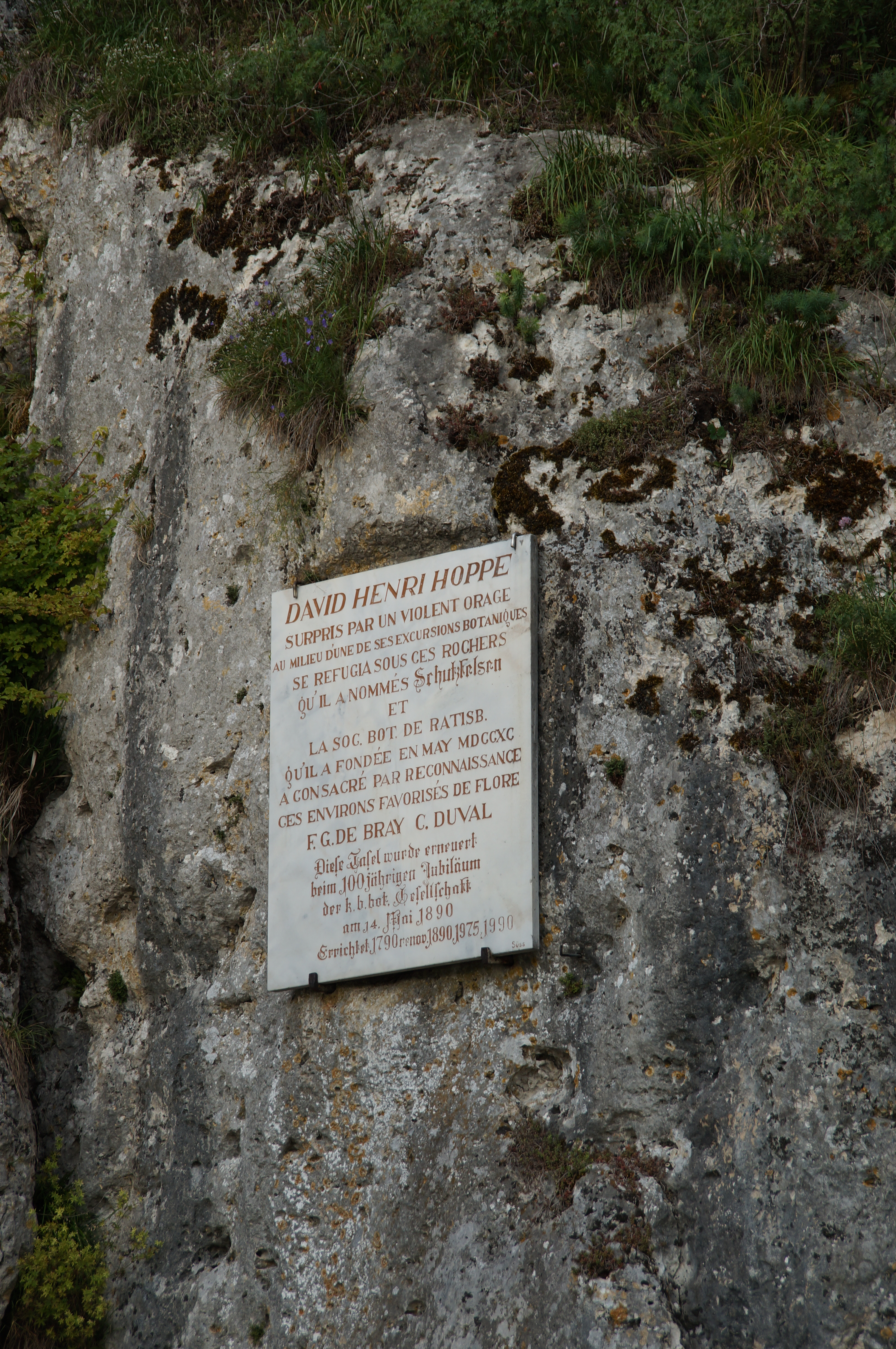
Gedenktafel am Hoppefelsen

Die Regensburgische Botanische Gesellschaft wurde am 14. Mai 1790 gegründet und gilt als die älteste noch bestehende botanische Vereinigung der Welt. Hauptinitiator war David Heinrich Hoppe (1760–1846), ein Apotheker, Arzt und späterer Professor der Botanik.
Die Gründung erfolgte unkonventionell unter freiem Himmel auf dem sogenannten Hoppefelsen (Schutzfelsen Pentling) im Naturschutzgebiet Max-Schultze-Steig bei Regensburg. 
Zu den Mitbegründern der Gesellschaft zählten neben Hoppe der Apotheker Ernst Wilhelm Martius und der Apothekenprovisor Johann August Stallknecht. Weitere Gründungsmitglieder waren der französische Gesandte am Reichstag in Regensburg, François Gabriel de Bray, und sein Freund, der Botaniker Charles Jeunet Duval. Eine Erinnerungstafel mit französischer Inschrift am sogenannten Hoppefelsen erinnert an den Gründungsakt. Anlässlich des 100-jährigen Gründungsjubiläums im Jahr 1890 sowie nochmals 1975 und 1990 wurde die Tafel erneuert und ein deutscher Zusatztext angefügt. Der französische Text in deutscher Übersetzung lautet:
David Heinrich Hoppe

während einem seiner botanischen Ausflüge

von einem heftigen Gewitter überrascht,

suchte Schutz unter diesen Felsen,

die er Schutzfelsen genannt hat

und 

die Botanische Gesellschaft von Regensburg,

die er im Mai 1790 gründete,

hat ihm in Anerkennung

diese von Flora begünstigte Gegend geweiht.

F. G. DE BRAY  C. DUVAL
Nachfolger von Hoppe als Präsident wurde von 1846 bis 1861 August Emanuel Fürnrohr.
Die Gesellschaft wurde vom damaligen Regensburger Landesherren Fürstprimas Karl Theodor von Dalberg durch Schenkung des großen Gartens von Kloster St. Emmeram stark unterstützt. Dort wurde ab 1803 ein großer botanischen Garten unterhalten. Der Garten ermöglichte es, nicht nur den Mitgliedern des Vereins, sondern einer breiten Öffentlichkeit Erkenntnisse durch die Beobachtung der Natur und durch die Verfolgung natürlicher Vorgänge zu gewinnen. In der Konzeption der Gesellschaft finden sich nicht nur botanische Zielsetzungen, sondern auch pädagogische Anmerkungen, die diesen Anspruch deutlich machen. Als gelernter Apotheker, der nach 1786 in der Elefantenapotheke in Regensburg ausgebildet worden war, sah Hoppe in der Botanik eine ideale Ergänzung zum Apotekerberuf, ebenso wie zwei weitere Mitgründer der Gesellschaft, die auch Apotheker waren. Sie profitierten von einem in Regensburg städtisch gewährten freien Wochentag für Apotheker. Der Kreis der Apotheker im Verein wurde noch erweitert durch die Gründungsmitglieder Johann August Stallknecht, von der Löwenapotheke und Ernst Wilhelm Martius von der Engelapotheke. Sehr hilfreich war auch die Beteiligung des Arztes Jacob Christian Gottlieb von Schäffer, der sich mit der Beschreibung der medizinischen Verhältnisse in Regensburg bereits einen Namen gemacht hatte. Offiziell gegründet wurde die Gesellschaft am 14. Mai 1790 mit dem Arzt Johann Jakob Kohlhaas als Präsident und Ernst Wilhelm Martius als Sekretär.
Frühe bekannte auswärtige Mitglieder der Gesellschaft waren Alexander von Humboldt und Justus von Liebig. Ein einflussreiches einheimisches Mitglied wurde Kaspar Maria von Sternberg, der die politische Verwaltung im damaligen neuen Fürstentum Regensburg unter Fürstprimas Karl Theodor von Dalberg innehatte. Sternberg nahm im Namen der Botanischen Gesellschaft brieflichen Kontakt auf zu Goethe, dem er als Auszeichnung die Ehrenmitgliedschaft anbot, als dem geistreichen und scharfsinnigen Begründer der Elegie Metamorphose der Pflanzen.
Ab 1791 wurde eine Fachbibliothek aufgebaut, welche 1805 216 Titel umfasste. 1974 kam die Botanische Gesellschaft in die Obhut der Universität Regensburg. Die Bibliothek wurde als Dauerleihgabe an die Hochschule übergeben.
Ehrenvorsitzende der Gesellschaft sind seit 1999 Andreas Bresinsky und seit 2024 Peter Poschlod.

## Publikationen
- Botanisches Taschenbuch für die Anfänger dieser Wissenschaft und der Apothekerkunst (Biodiversity Heritage Library), ab 1805 umbenannt in Neues Botanisches Taschenbuch für die Anfänger dieser Wissenschaft und der Apothekerkunst (Biodiversity Heritage Library).
  - Diese 1790 erstmals erschienene Zeitschrift war die erste botanische Zeitschrift Deutschlands.

- Denkschriften der Regensburgischen Botanischen Gesellschaft (Biodiversity Heritage Library), ab 1971 (Band 29) umbenannt in Hoppea, Denkschriften der Regensburgischen Botanischen Gesellschaft.
  - Der erste Band der Denkschriften erschien 1792 mit dem Titel Geschichte der Regensburgischen Botanischen Gesellschaft nebst einigen Aufsätzen, Reden und Abhandlungen. Die erste Abteilung des zweiten Bandes – gezählt als Band 1, Abteilung 1, kam 1815 auf den Markt. Die zweite Abteilung dieses Bandes erschien 1818, der dritte, als Band 2 gezählte Teil, im Jahr 1822.

- Botanische Zeitung welche Recensionen, Abhandlungen, Aufsaetze, Neuigkeiten und Nachrichten, die Botanik betreffend, enthaelt
  - Im Jahr 1802 erschienen zum ersten Mal die zweiwöchigen Hefte zum Preis von vier Gulden. 1807 wurde die Zeitschrift eingestellt.
  - Band 1 (1802): (Universitätsbibliothek Regensburg)
  - Band 2 (1803): (Universitätsbibliothek Regensburg)
  - Band 3 (1804): (Universitätsbibliothek Regensburg)
  - Band 4 (1805): (Universitätsbibliothek Regensburg)
  - Band 5 (1806): (Universitätsbibliothek Regensburg)
  - Band 6 (1807): (Universitätsbibliothek Regensburg)

- Flora oder botanische Zeitung (Biodiversity Heritage Library).
  - 1818 begründeten David Heinrich Hoppe und Christian Friedrich Hornschuch die Flora als Nachfolgerin der Botanischen Zeitung.

- Regensburger Mykologische Schriften
  - Beiträge zur Floristik, Systematik und Ökologie der Pilze Deutschlands unter besonderer Berücksichtigung Regensburgs und Bayerns. Die Schriften werden seit 1993 von Andreas Bresinsky und Helmut Besl herausgegeben.